# Station Lothiers
Station Lothiers is een spoorwegstation in de Franse gemeente Tendu.